# KFK Kražantė Kelmė
KFK Kražantė (lt Kelmės krepšinio ir futbolo klubas "Kražantė") var en litauisk fotbollsklubb från staden Kelmė. 

## Historia
Klubben grundades 1994 och slutligen försvunnit 2007.

## Placering tidigare säsonger
| Säsong    | Nivå | Liga                    | Placering | Referens    | Kommentar                      |
| --------- | ---- | ----------------------- | --------- | ----------- | ------------------------------ |
| 1994–1995 | 4    | Ketvirta lyga (Vakarai) | 1         |             | Uppflyttad till [Trečia lyga   |
| 1995–1996 | 3    | Trečia lyga             | 10        | [ 1 ]       |                                |
| 1996–1997 | 3    | Trečia lyga             | 5         | [ 2 ]       | Nivå omstrukturering           |
| 1997–1998 | 3    | Antra lyga (Vakarai)    | 5         | [ 3 ]       | Nivå omstrukturering           |
| 1998–1999 | 3    | Antra lyga (Vakarai)    | 4         | [ 4 ]       |                                |
| 1999      | 3    | Antra lyga (Vakarai)    | 3         | [ 5 ]       |                                |
| 2000      | 3    | Antra lyga (Vakarai)    | 2         | [ 6 ]       | Uppflyttad till Pirma lyga     |
| 2001      | 2    | Pirma lyga              | 13        | [ 7 ] [ 8 ] | ▼ Nedflyttad till Antra lyga ▼ |
| 2002      | 3    | Antra lyga (Šiaurė)     | 6         | [ 9 ]       |                                |
| 2003      | 3    | Antra lyga (Šiaurė)     | 9         | [ 10 ]      |                                |
| 2004      | 3    | Antra lyga (Šiaurė)     | 2         | [ 11 ]      |                                |
| 2005      | 3    | Antra lyga (Šiaurė)     | 1         | [ 12 ]      |                                |
| 2006      | 3    | Antra lyga (Šiaurė)     | 2         | [ 13 ]      |                                |